# Жеромел, Педро
Пе́дро То́нон Жероме́л (порт. Pedro Tonon Geromel; род. 21 сентября 1985, Сан-Паулу) — бразильский футболист, игравший на позиции защитника.

## Карьера
Уроженец Сан-Паулу начал свою профессиональную карьеру в 2002 году в «Палмейрасе». Спустя год перебрался в Европу, став игроком клуба второго португальского дивизиона «Шавеш». Выступая за Шавеш, Педро демонстрировал уверенную и надёжную игру, которая не могла остаться незамеченной.
В 2005 году Жеромел пополнил состав португальского клуба «Витория» из Гимарайнша и за короткий период времени закрепился в основном составе команды. Нашёл Педро признание и среди болельщиков: по итогам интернет-голосования он был признан лучшим игроком чемпионата Португалии сезона 2007/08.
30 июня 2008 года Жеромел стал игроком немецкого клуба «Кёльн», подписав контракт сроком на четыре года.
В 2014 году вернулся в Бразилию, где стал выступать за «Гремио». В 2016 году помог команде выиграть Кубок Бразилии. В 2017 году завоевал Кубок Либертадорес. Из-за травмы Майкона именно Педро Жеромел был капитаном команды в решающей стадии турнира.

## Достижения
- Чемпион Кубка Бразилии (1): 2016
- Обладатель Кубка Либертадорес (1): 2017
- Участник символической сборной чемпионата Бразилии (Серебряный мяч) (2): 2015, 2016
- Участник символической сборной чемпионата Бразилии (Globo и КБФ) (1): 2016